# Tsuru Shigeto
Tsuru Shigeto (japanisch 都留 重人; geboren 6. März 1912 in Tokio; gestorben 5. Februar 2006) war ein japanischer Ökonom.

## Leben und Wirken
Tsuru Shigeto wurde in Tokio geboren, wuchs aber in Nagoya auf. Als während seiner Ausbildung Japan in China einmarschierte und der Pazifikkrieg begann, schloss er sich dem Streik dagegen an und ging nicht mehr zum Unterricht. Er wurde aus dem Familienregister gestrichen und konnte in Japan daher nicht studieren. So ging er in die USA, wo es ihm gelang, ein Studium an der Harvard-Universität zu absolvieren. Nach seinem Examen wurde er dort Assistent und dann als Lehrbeauftragter eingestellt. In dieser Zeit war Schumpeter einer seiner Lehrer. Als der Pazifikkrieg sich ausweitete, kehrte er 1942 mit einem Austauschschiff nach Japan zurück. Ab 1944 arbeitete er für das Außenministerium.
Nach Ende des Pazifikkriegs wurde Tsuru im Kabinett Katayama (Mai 1947 bis März 1948) stellvertretender Direktor des „Büros für wirtschaftliche Stabilität“ (経済安定本部, Keizai antei hombu). Er verfasste das erste „Wirtschaftsweißbuch“ (経済白書, Keizai hakusho) Japans. 1948 wurde Tsuru Professor an der „Tokyo University of Commerce“ (東京商科大学, Tōkyō shōka daigaku), der Vorläufereinrichtung der Hitotsubashi-Universität. 1960 war er Gastprofessor an der Yale-Universität. 1972 wurde er Präsident seiner Universität.
Nach dem Eintritt in den Ruhestand 1975 als Meiyo Kyōju wirkte er für die Zeitung Asahi Shimbun als Redaktionsberater und übernahm eine Professur an der Meiji-Gakuin-Universität. Von 1977 bis 1980 war er Präsident der „International Economic Association“.
Tsuru analysierte Wirtschaftssysteme, die Umweltverschmutzung, städtische Probleme usw. vom Standpunkt der Wiederherstellung des Menschgemäßen. Er verfocht eine politisch basierte Ökonomie, um die wirtschaftlichen Phänomene zu vereinheitlichen, während er zwischen der materiellen Seite und der Systemseite unterschied, die es zu verbinden galt. Er gab das Magazin „Kōgai Kenkyū“ (公害研究) – „Forschung zu Umweltverschmutzung“ heraus, das heute unter dem Titel „Kankyō to Kōgai“ (環境と公害) – „Umwelt und Umweltverschmutzung“ erscheint.
Tsurus Schriften sind als  Gesamtausgabe von 1975 bis 1976 in 13 Bänden bei Kōdansha erschienen. Auf Englisch sind u. a. erschienen:
- Essays on Economic Development (1968, Kinokuniya),
- Japan's Capitalism；creative and beyond (1993, Cambridge University Press),
- Institutional Economics Revisited (1993, Cambridge University Press),
- Economic Theory and Capitalist Society；The Selected Essays of Shigeto Tsuru (1994, Edward Elgar Publishing, Great Britain),
- The Economic Development of Modern Japan；The Selected Essays of Shigeto Tsuru (1995, Edward Elgar Publishing, Great Britain),
- The Political Economy of the Environment: the Case of Japan. (1999, London Athlone).